# Machete feroviare

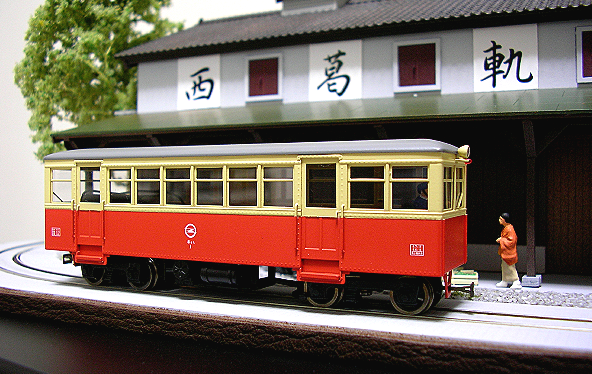
O machetă la scară HOe japoneză de cale ferată.

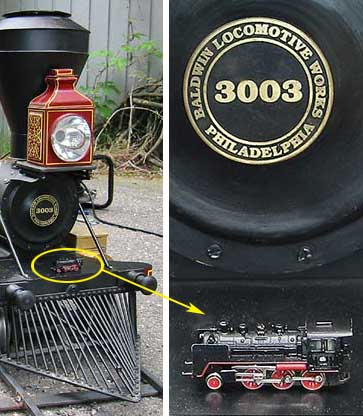
Una dintre cele mai mici machete de locomotive (Z scara, 1:220) plasate pe bara de tampon a unuia dintre cele mai mari modele de locomotivă (live steam scara 1:8).

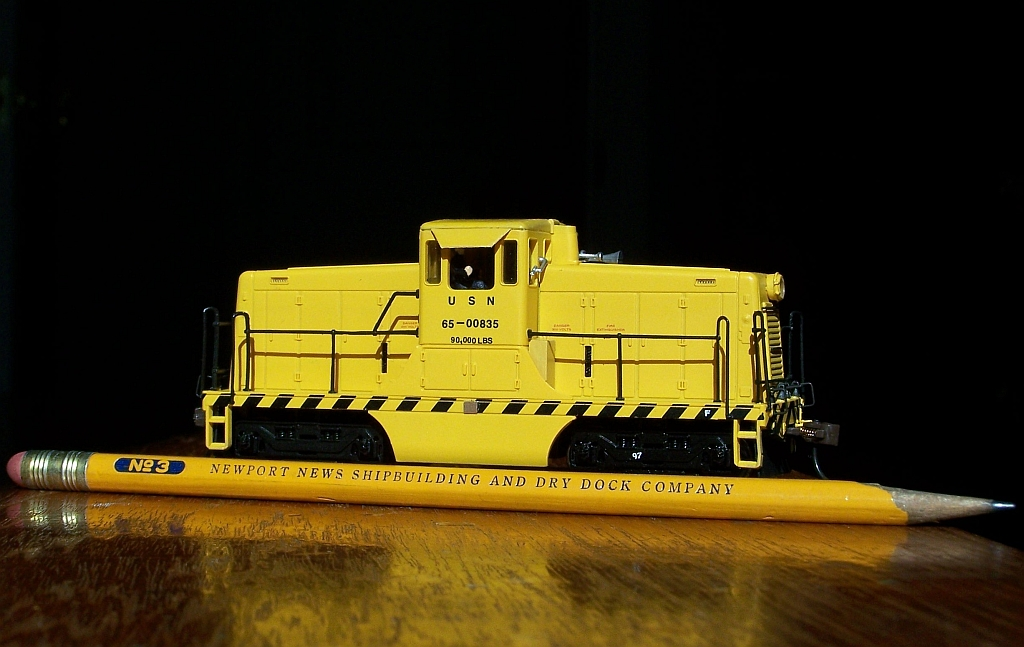
Scara HO (1:87) a unui model model nord-american, prezentat cu un creion pentru a ne da seama de mărime.

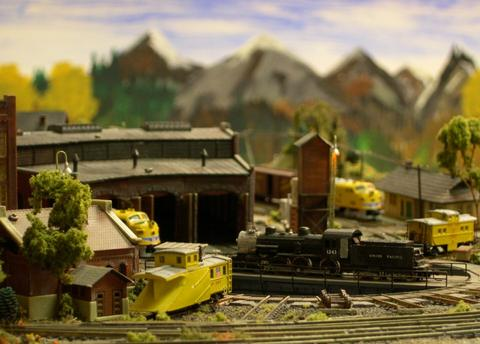
Machetă la scara Z (1:220): Placă turnantă și curte în "Val Ease Est"; scena prezintă o locomotivă cu aburi 2-6-0 "Mogul" în timp ce este întoarsă pe placă.

Modelele (miniaturile) feroviare sunt un hobby în care sisteme de transport feroviar  sunt modelate la scară  redusă.
Modele la scară includ locomotive, material rulant, tramvaie, șine, semnalizare și peisaje incluzând: localități, drumuri, clădiri, vehicule, figurine, lumini și forme de relief cum ar fi râuri, dealuri, și canioane.
Cea mai veche machetă de cale ferată a fost the carpet railways (covorul de căi ferate) în anii 1840. Trenulețele electrice au apărut pe la începutul secolului al 20-lea, dar asemănarea cu cele adevărate lăsa de dorit. Modelele de tren de astăzi sunt mult mai realiste, de multe ori recreînd foarte realistic locuri și perioade ale istoriei.

## Scări și ecartamente
| Scara | Raport |
| ----- | ------ |
| T     | 1:450  |
| ZZ    | 1:300  |
| Z     | 1:220  |
| N     | 1:160  |
| 2mm   | 1:152  |
| TT    | 1:120  |
| 3mm   | 1:101  |
| HO    | 1:87   |
| S     | 1:64   |
| O     | 1:48   |
| G     | 1:22.5 |

## Peisaje

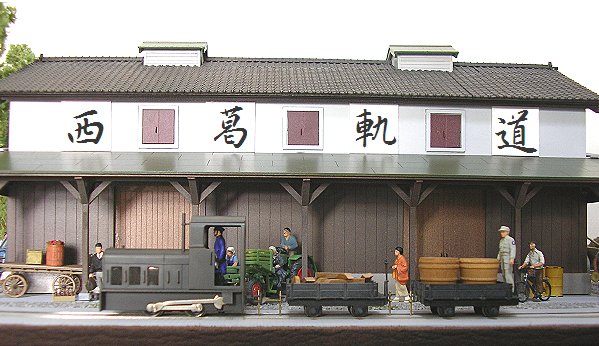
Machetă la scara H0e.
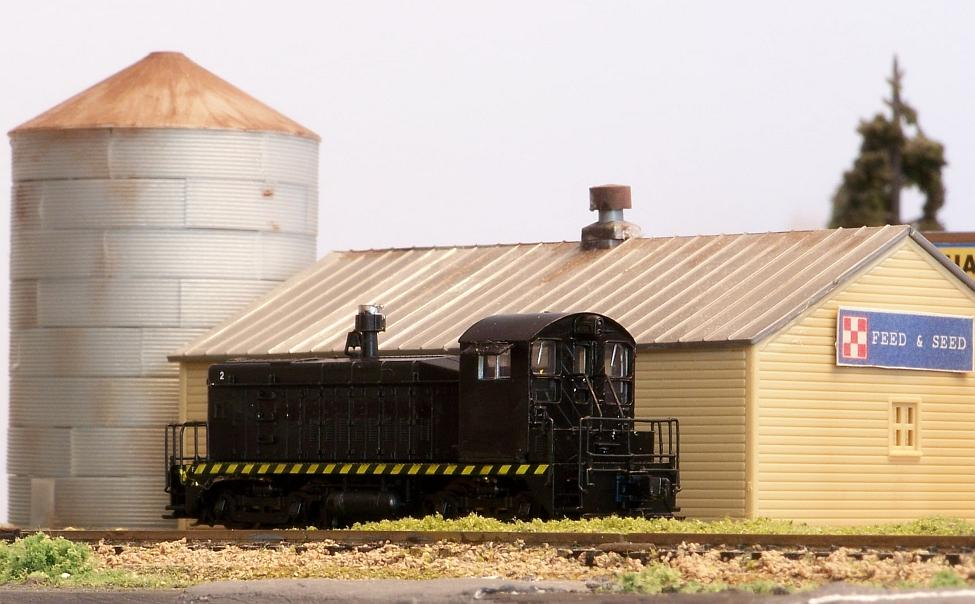
Peisaj la scară N

## Modele cu patina vremii
Weathering este acel procedeu prin care se  face un model să arate folosit și expus intemperiilor prin simularea murdăririi și uzurii, ca la vehiculele, structurile și echipamentele reale.

## Metodele de locomotive

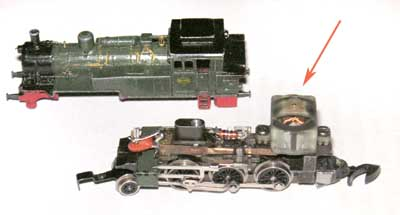
Motor electric la scară Z de locomotivă, având numai 50x20 mm (2") lungime.
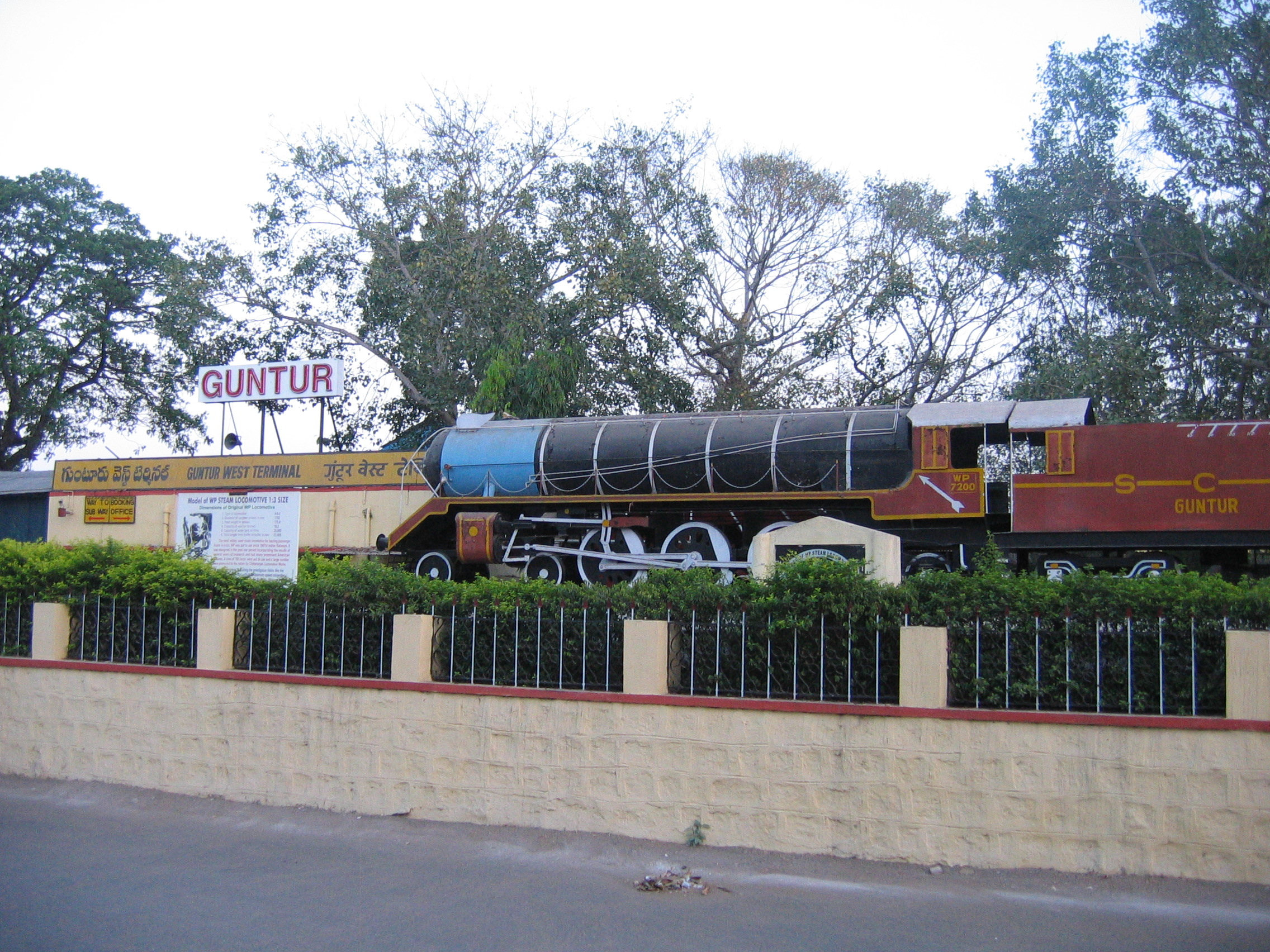
Modelul de locomotivă WPSteam cu aburi (1:3) în Guntur, India.

### Locomotivelive steam
Locomotivele miniatură de tip live steam sunt adesea construite în aer liber, pe șine cu ecartament de 12,7 cm și de 19,5 cm. Hornby Ferate produce direct locomotive cu aburi la scara OO, bazate pe modele create de  modeliști amatori. 

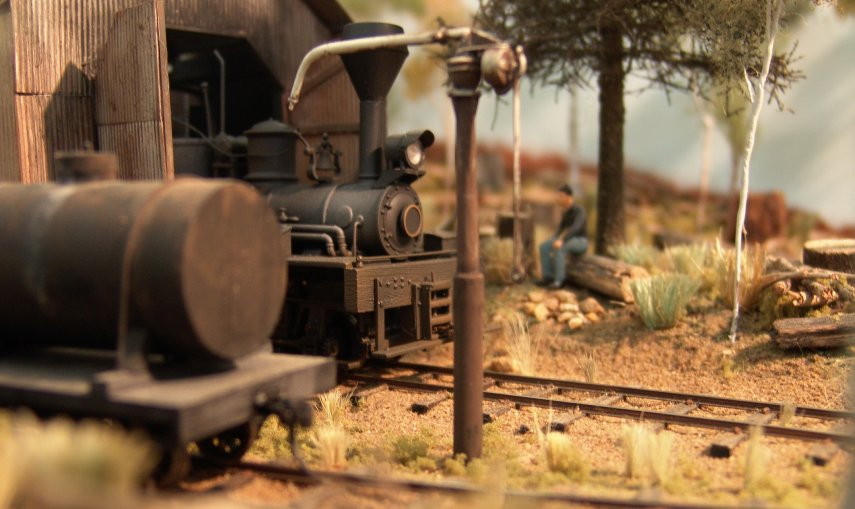
Model australian scara O.
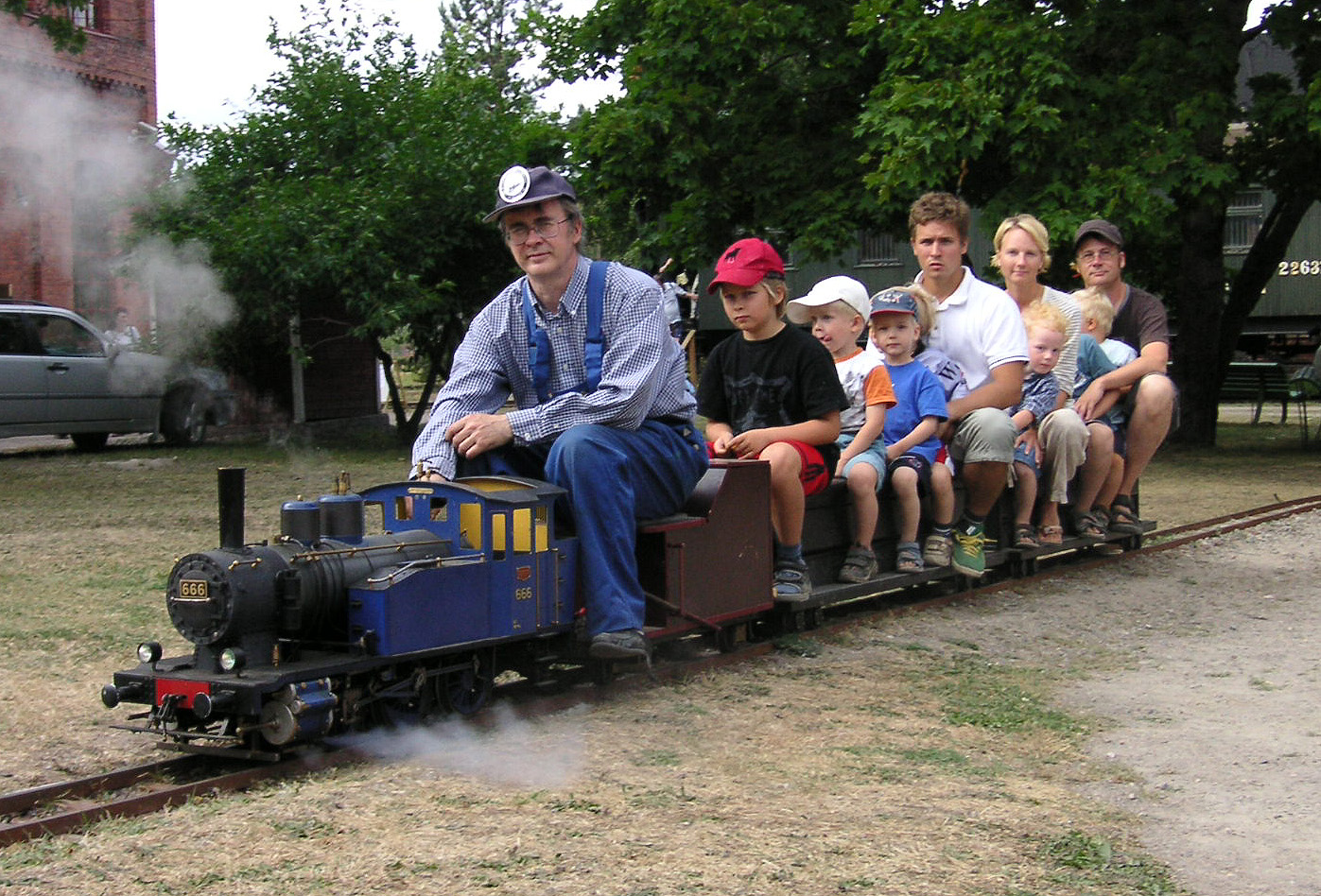
La Muzeul Feroviar Finlandez, scara 1:8.
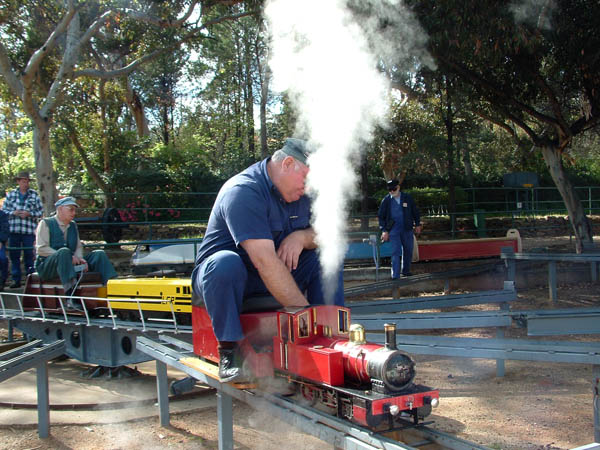
Locomotivă live steam.